# Mramor (priimek)
Mramor je priimek več znanih Slovencev:
- Dušan Mramor (*1953), ekonomist in politik, minister za finance v 7. in 12. vladi Republike Slovenije
- Matevž Mramor, sabljač
- Miro Mramor, rock kitarist
- Než(k)a Mramor Kosta (*1954), matematičarka, univ. prof.